# Клејтон (Џорџија)
Клејтон (енгл. Clayton) град је у америчкој савезној држави Џорџија. По попису становништва из 2010. у њему је живело 2.047 становника.

## Демографија
Према попису становништва из 2010. у граду је живело 2.047 становника, што је 28 (1,4%) становника више него 2000. године.
| Група             | 2000.         | 2010.         |
| Белци             | 1.616 (80,0%) | 1.525 (74,5%) |
| Афроамериканци    | 56 (2,8%)     | 31 (1,5%)     |
| Азијати           | 27 (1,3%)     | 14 (0,7%)     |
| Хиспаноамериканци | 297 (14,7%)   | 425 (20,8%)   |
| Укупно            | 2.019         | 2.047         |